# Ampass
Ampass est une commune du district d'Innsbruck-Land, au Tyrol (Autriche), d'environ 6 610 habitants (en 2001). Ampass se situe à l'est de la ville d'Innsbruck.
La première occurrence du nom de la commune remonte à 1145, où le nom du village était Ambanes, issu du celte : « entre deux ruisseaux ».
L'église paroissiale du village, initialement en style gothique tardif, a été modifiée suivant le style baroque.